# Ilse Molzahn
Ilse Molzahn (* 20. Juni 1895 in Kowalewo, Kreis Kolmar i. Posen, als Ilse Theodore Lisette Schwollmann; † 15. Dezember 1981 in Berlin) war eine deutsche Autorin.

## Leben
Ilse Molzahn war die Tochter eines Winterschuldirektors. Die Textilkünstlerin Immeke Mitscherlich war ihre Schwester. Von 1913 bis 1915 wurde sie zur Jugendfürsorgerin ausgebildet. 1919 heiratete sie in Weimar den expressionistischen Maler Johannes Molzahn. 1920 übersiedelte das Ehepaar nach Soest, in das Haus von Ilse Molzahns Großeltern. Der erste Sohn, Michael Molzahn, wurde am 28. Dezember 1920 in Soest geboren, der zweite Sohn Ernst-Uriel kam dort am 22. März 1924 zur Welt. Die Söhne fielen beide im Zweiten Weltkrieg.
Von 1928 bis 1933 und von 1942 bis 1945 lebte sie in Breslau. Sie verfasste Artikel für Feuilletons, Theaterrezensionen und Kulturberichte u. a. für die Vossische Zeitung sowie die Deutsche Allgemeine Zeitung. Zudem schrieb sie Hörspiele für die Schlesische Funkstunde in Breslau. Ihre Erzählungen, Gedichte und Buchrezensionen wurden auch in den Schlesischen Monatsheften publiziert.
Mit ihren progressiven Artikeln geriet sie immer wieder in Konflikt mit konservativeren Kreisen in Breslau. Ihr Artikel O Wratislawia in der Deutschen Allgemeinen Zeitung vom September 1929 löste durch ihre scharfen und sehr kritischen Charakterisierungen der Breslauer einen Sturm der Entrüstung aus. Die Schlesischen Monatshefte druckten im Februar 1930 eine satirische Zeichnung, die sich gegen Molzahn richtete.
Ilse Molzahn wurde mehrfach von bedeutenden Künstlern porträtiert: zum einen von ihrem Mann Johannes (Porträt meiner Frau), zum anderen mehrfach von Oskar Moll. Mit dem Künstlerehepaar Oskar und Marg Moll stand Molzahn in engem Kontakt.
1933 wurde die Breslauer Kunstakademie, an der Johannes Molzahn lehrte, geschlossen. Das Ehepaar Molzahn zog nach Berlin um, wo Ilse Molzahn weiter journalistisch tätig war. 1938 musste Johannes Molzahn in die USA fliehen, während Ilse Molzahn in Berlin blieb, möglicherweise auch aufgrund einer Liebesbeziehung zum Kunstkritiker und Schriftsteller Paul Fechter. 1939 ließ sie sich von ihrem Ehemann scheiden. Bis zum Ende der NS-Herrschaft publizierte Molzahn weiter, u. a. ihren zweiten Roman Nymphen und Hirten tanzen nicht mehr. Sie zeigte eine ambivalente Haltung zwischen Widerstand und Anpassung.
Ab 1953 lebte Molzahn in West-Berlin und arbeitete weiterhin als Journalistin und Schriftstellerin. Ilse Molzahn liegt auf dem Waldfriedhof Dahlem begraben.

## „Der Schwarze Storch“
Von allen Werken Molzahns hat ihr erster Roman, Der schwarze Storch, am meisten Beachtung erhalten. Es ist ein autobiographisch grundierter Kindheitsroman, der ums Jahr 1900 im damals zu Preußen gehörenden Posen spielt. In einer Sprache, die Traum und Wirklichkeit kunstvoll verbindet, werden Eindrücke und Erlebnisse eines ungefähr sechsjährigen Mädchens wiedergegeben, das auf einem landwirtschaftlichen Gut aufwächst, inmitten von Knechten und Mägden, Tieren und Bäumen – und das doch eigentlich sehr allein ist. Einzigartig ist dabei, dass alles mit den Worten des Kindes beschrieben ist.
Gleich zu Beginn erscheint der titelgebende schwarze Storch und setzt sich auf die Pappel vor dem Gutsherrenhaus. Das symbolträchtige Tier führt Bedeutungsebenen ein, die den ganzen Roman hindurch wirksam bleiben: Als schwarzer ist er ein besonderer Storch, ein Außenseiter und so alleine wie das Mädchen, das sich mit ihm identifiziert. Seiner Besonderheit wegen vom Vater abgeschossen und ausgestopft, ziert er in der Folge die Decke des Esszimmers, ein pervertierter Haussegen, ein „Menetekel“, das da über dem Tisch hängt und in der Zugluft schaukelt. Als Storch, der die Babys bringt, wie man den Kindern damals sagte, verweist er auch auf das bedeutungsschwere Thema der Sexualität, das im Roman mit einem ganzen Komplex von Tabuisierung, Verdrängung und Schuldverstrickung präsent ist.
Da alles, was geschieht, „mit den Augen eines sechsjährigen Kindes gesehen ist“, muss der Leser die weitergehenden Zusammenhänge erschließen, was nicht immer restlos möglich ist. Das Kind versteht naturgemäß nicht alles und kann es daher auch nicht berichten. „Dass das Kind vieles nicht versteht, ist aber nur die eine Seite der Medaille, die andere, dass es gerade deshalb, weil es die Muster und Spiele der Erwachsenen noch nicht kennt, mehr sieht, Dinge sieht, die für die Erwachsenen längst so selbstverständlich sind, dass sie nicht mehr wahrgenommen und befragt werden […]“ – etwa das, dass die Gutsherrengesellschaft „dem Tod geweiht“ ist.
Molzahn begann 1930 mit der Arbeit an dem Buch. Als es 1936 im Rowohlt-Verlag erschien, passte es nicht in die inzwischen herrschende nationalsozialistische Kulturpolitik und wurde trotz mehrheitlich positiver Rezensionen bald verboten, „wegen Zersetzung des deutschen Junkertums“, wie Ilse Molzahn vermutete. Erst lange nach dem Krieg, 1972, kam eine Neuausgabe zustande. Einen Durchbruch brachte erst die Verfilmung durch das ZDF unter der Regie von Herbert Ballmann 1976. Danach erschienen in kurzer Folge mehrere Ausgaben in verschiedenen Verlagen. Trotzdem geriet das Buch nach den 1980er Jahren weitgehend in Vergessenheit, bis im Wallstein Verlag 2022 eine mit einem ausführlichen Nachwort versehene Ausgabe erschien.

## Auszeichnungen
- 1977: Andreas-Gryphius-Preis, Düsseldorf

## Werke
- Der schwarze Storch. Roman. Rowohlt, Berlin 1936.
  - Neuausgabe 1972: Der schwarze Storch. Roman. Mit einem Nachwort von Hans Erich Nossack. Langen-Müller, München/Berlin 1972, ISBN 3-7766-0611-8.
  - Neuausgabe 1978: Der schwarze Storch. Aufbau-Verlag, Berlin/Weimar, bb-Reihe, Band 394.
  - Neuausgabe 2022: Der schwarze Storch. Herausgegeben und mit einem Nachwort von Thomas Ehrsam. Wallstein Verlag, Göttingen 2022, ISBN 978-3-8353-5135-6.
- Nymphen und Hirten tanzen nicht mehr. Rowohlt, Berlin 1938.
- Töchter der Erde. Goverts, Hamburg 1941.
- Schnee liegt im Paradies. Bertelsmann, Gütersloh 1953.
- Dieses Herz will ich verspielen. Gedichte. Jerratsch, Heidenheim 1977, ISBN 3-921519-19-5.